# Hofstetten (Oberbayern)
Hofstetten este o comună din landul Bavaria, Germania. Deoarece există mai multe localități cu acest nume, atunci când este nevoie se precizează astfel: Hofstetten (Oberbayern).